# جامعة آغا خان
جامعة آغا خان هي جامعةٌ باكستانية، تأسست عام 1983 بواسطة آغا خان الرابع، وتعد واحدةً من وكالات شبكة الآغا خان للتنمية. تمتلك الجامعة برامج وجامعات في باكستان وكينيا وتنزانيا وأوغندا والمملكة المتحدة وأفغانستان.